# Hôtel Errera
Het Hotel Errera of het Errerahuis (Frans: Hôtel Errera) is een bouwwerk op de hoek van de Baron Hortastraat en de Koningsstraat in de Belgische hoofdstad Brussel. Het ligt ter hoogte van het Warandepark, schuin tegenover het Koninklijk Paleis van Brussel, en grenzend aan het Paleis voor Schone Kunsten. Het is een stadspaleis gebouwd tussen 1779 en 1782.
De 18e-eeuwse stadswoning in neoklassieke bouwstijl werd ontworpen en gebouwd onder supervisie van de Franse architect Barnabé Guimard, die eveneens tekende voor heel wat andere bouwwerken in de onmiddellijke omgeving van het Koningsplein, de Koningsstraat en de Wetstraat, waaronder het Paleis der Natie, de Sint-Jacob-op-Koudenbergkerk, de gebouwen rond het Koningsplein en het Hôtel de Ligne.

## Geschiedenis
Het huis was initieel de stadsrefuge van de abdij van Grimbergen, die de grond voor het bouwwerk van keizerin Maria Theresia van Oostenrijk kreeg. De woning was achtereenvolgens in handen van de families Hennessy en Obert de Thieusy en werd in 1868 door de Italiaanse bankier Jacques Errera gekocht. In 1980 werd het gebouw aangekocht door de Belgische staat, die er een afdeling van het Brusselse Conservatorium in huisvestte.
Op 8 december 1983 werd het verwaarloosde gebouw beschermd als onroerend erfgoed. In 1992 verwierf de Vlaamse Gemeenschap het pand om het na restauratie in gebruik te nemen als ambtswoning van de Vlaamse minister-president.